# Mapou Yanga-Mbiwa
Mapou Yanga-Mbiwa (Bangui, 15 maggio 1989) è un calciatore centrafricano naturalizzato francese, difensore dell'Istres.

## Caratteristiche tecniche
Difensore di piede destro, con una buona velocità e abile negli anticipi viene utilizzato prevalentemente come centrale ma può fungere anche da terzino. Dotato di una grande forza fisica e di un buon lancio lungo, molto abile nei colpi di testa grazie anche alla sua capacità di saltare molto in alto.

## Carriera

### Club

#### Montpellier

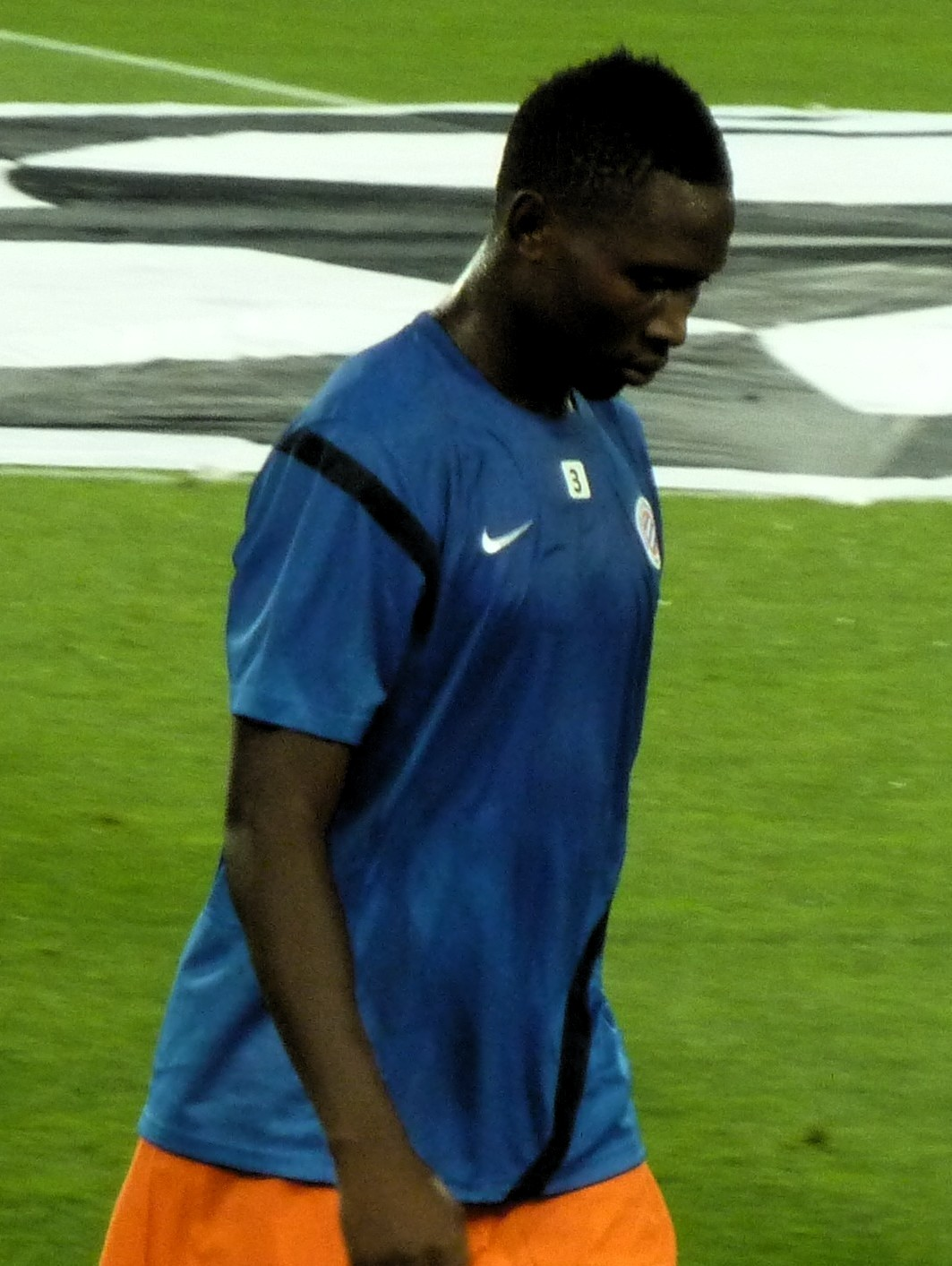
Yanga-Mbiwa in allenamento con il Montpellier nel 2012

Nativo della Repubblica Centrafricana, si trasferisce in Francia a Port-de-Bouc, non lontano da Marsiglia. Nel 2005, all'età di 16 anni, entra a far parte delle giovanili del Montpellier allenate da anzeddo moricci, nelle quali viene schierato in tutti i ruoli della difesa. Esordisce in prima squadra il 23 febbraio 2007, a 18 anni non ancora compiuti, giocando da titolare la gara di Ligue 2 contro il Bastia. Dalla stagione successiva, sempre in Ligue 2, entra stabilmente a far parte della formazione titolare. Nel 2009 conquista la promozione in Ligue 1.
Debutta nella massima serie francese l'8 agosto 2009, alla prima di campionato, nella partita interna contro il Paris Saint-Germain, terminata sul punteggio di 1-1. Disputa 36 delle 38 partite del torneo, tutte dal primo minuto. Colleziona altrettante presenze l'anno successivo, trovando anche la prima rete in campionato il 13 aprile 2011, in un'altra sfida contro il Paris Saint-Germain. In questa stagione si afferma come uno dei migliori difensori del torneo ed esordisce anche nelle competizioni UEFA per club, disputando il terzo turno preliminare di Europa League perso contro gli ungheresi del Győr, sconfitta che sancisce l'eliminazione della squadra francese dal torneo.
Nella stagione 2011-2012 vince la Ligue 1, primo titolo nazionale della storia del Montpellier. Gioca 34 partite, tutte da titolare, venendo schierato soprattutto come centrale difensivo.

#### Newcastle

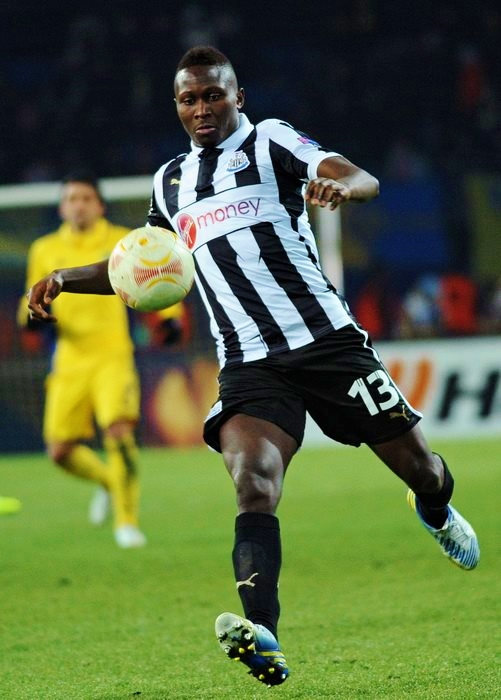
Yanga-Mbiwa con la maglia del Newcastle nel 2013

Il 22 gennaio 2013 il Montpellier comunica la cessione del giocatore al club inglese del Newcastle Utd per una cifra intorno a 8 milioni di euro. Fa il suo debutto in Premier nella vittoria esterna per 2-1 contro l'Aston Villa. Conclude la sua prima stagione con 20 presenze stagionali e nessun gol.
La stagione successiva, disputa 26 presenze stagionali, spesso non dal primo minuto, a testimonianza dello scarso feeling con il tecnico dei Magpies Alan Pardew, ragioni che hanno spinto il giocatore a chiedere la cessione.

#### Roma
Il 1º settembre 2014 si trasferisce in prestito annuale alla società italiana della Roma per un milione di sterline, con diritto di riscatto fissato a 5,5 milioni, obbligatorio se il giocatore dovesse raggiungere le 20 presenze in giallorosso. Il 19 settembre fa il suo debutto ufficiale con la maglia della Roma, subentrando al posto di Manōlas, durante la gara di Champions League giocata contro i russi del CSKA Mosca, partita terminata 5 a 1 per i giallorossi. Gioca tutto il girone d'andata con continuità ed il 25 gennaio, in occasione della sfida di campionato al Franchi contro la Fiorentina, raggiunge la ventesima presenza stagionale facendo scattare la clausola che impone alla Roma di riscattare il giocatore, riscatto che viene ufficializzato il 27 gennaio 2015, alla cifra prefissata di 5 milioni e mezzo di sterline (7,7 milioni di euro circa). Il 25 maggio 2015 realizza la sua prima e unica rete in giallorosso, realizzando di testa il gol-vittoria  nel derby vinto per 2-1 contro la Lazio
 che vale alla Roma il secondo posto in classifica davanti proprio ai biancocelesti. Conclude la sua esperienza in giallorosso totalizzando 28 presenze ed una rete, trasferendosi poi in Francia

#### Olympique Lione
Il 14 agosto 2015 viene acquistato per 8 milioni di euro più 2 di bonus dall'Olympique Lione, firmando un contratto quinquennale. Il 16 settembre seguente fa il suo esordio con la nuova maglia, nella partita pareggiata per 1-1 sul campo del Gent, valida per i preliminari di Champions League. Sei giorni più tardi debutta anche in Ligue 1, nella sconfitta casalinga per 1-2 contro lo Stade Rennais. Il 7 maggio 2016 segna una doppietta, nel match vinto per 6-1 contro il Monaco al Parc OL. Dopo esser stato titolare anche nella stagione seguente (2016-2017), la sua ultima presenza in campionato con il club transalpino risale al 29 novembre 2017, per poi rimanere gradualmente ai margini con la prima squadra per tre anni. Nell'estate 2020 scade il suo contratto col Lione e rimane svincolato.
Istres
Dopo 4 stagioni da svincolato, il 6 febbraio 2024 viene ingaggiato dall'Istres, squadra di quinta divisione francese.

### Nazionale

#### Nazionali giovanili
Il 1º ottobre 2009 viene convocato nella Nazionale Under-21 in vista dell'incontro con i pari età del Belgio, valido per le qualificazioni all'Europeo 2011 di categoria, cui i transalpini non riescono ad accedere.

#### Nazionale maggiore
Il 15 maggio 2012 il CT della Nazionale maggiore, Laurent Blanc, lo inserisce nella lista dei pre-convocati per l'Europeo 2012, ma viene poi escluso dalla lista definitiva dei 23 convocati.
Il 15 agosto seguente, sotto la guida del nuovo commissario tecnico Didier Deschamps, fa il suo debutto con la maglia dei Bleus, in occasione dell'amichevole pareggiata per 0-0 a Le Havre contro l'Uruguay. Il 9 ottobre 2014 torna nella lista dei convocati del ct Deshamps. Il 14 novembre 2014 gioca da titolare l'amichevole contro l'Albania, gara terminata 1 a 1.

## Statistiche

### Presenze e reti nei club
Statistiche aggiornate al 13 dicembre 2017.
| Stagione               | Squadra                | Campionato             | Campionato | Campionato | Coppe nazionali | Coppe nazionali | Coppe nazionali | Coppe continentali | Coppe continentali | Coppe continentali | Altre coppe | Altre coppe | Altre coppe | Totale | Totale |
| Stagione               | Squadra                | Comp                   | Pres       | Reti       | Comp            | Pres            | Reti            | Comp               | Pres               | Reti               | Comp        | Pres        | Reti        | Pres   | Reti   |
| ---------------------- | ---------------------- | ---------------------- | ---------- | ---------- | --------------- | --------------- | --------------- | ------------------ | ------------------ | ------------------ | ----------- | ----------- | ----------- | ------ | ------ |
| 2006-2007              | Montpellier            | L2                     | 1          | 0          | CF+CdL          | 1+0             | 0               | -                  | -                  | -                  | -           | -           | -           | 2      | 0      |
| 2007-2008              | Montpellier            | L2                     | 34         | 1          | CF+CdL          | 4+3             | 0               | -                  | -                  | -                  | -           | -           | -           | 41     | 1      |
| 2008-2009              | Montpellier            | L2                     | 29         | 1          | CF+CdL          | 1+3             | 0               | -                  | -                  | -                  | -           | -           | -           | 33     | 1      |
| 2009-2010              | Montpellier            | L1                     | 36         | 0          | CF+CdL          | 1+0             | 0               | -                  | -                  | -                  | -           | -           | -           | 37     | 0      |
| 2010-2011              | Montpellier            | L1                     | 36         | 1          | CF+CdL          | 0+4             | 0               | UEL                | 2                  | 0                  | -           | -           | -           | 42     | 1      |
| 2011-2012              | Montpellier            | L1                     | 34         | 1          | CF+CdL          | 2+2             | 0               | -                  | -                  | -                  | -           | -           | -           | 38     | 1      |
| 2012-gen. 2013         | Montpellier            | L1                     | 16         | 0          | CF+CdL          | 1+2             | 0               | UCL                | 6                  | 0                  | SF          | 1           | 0           | 26     | 0      |
| Totale Montpellier     | Totale Montpellier     | Totale Montpellier     | 186        | 4          |                 | 24              | 0               |                    | 8                  | 0                  |             | 1           | 0           | 219    | 4      |
| gen.-giu. 2013         | Newcastle Utd          | PL                     | 14         | 0          | FLC+FAC         | -               | -               | UEL                | 6                  | 0                  | -           | -           | -           | 20     | 0      |
| 2013-2014              | Newcastle Utd          | PL                     | 23         | 0          | FACup+CdL       | 1+2             | 0               | -                  | -                  | -                  | -           | -           | -           | 26     | 0      |
| Totale Newcastle Utd   | Totale Newcastle Utd   | Totale Newcastle Utd   | 37         | 0          |                 | 3               | 0               |                    | 6                  | 0                  |             | 0           | 0           | 46     | 0      |
| 2014-2015              | Roma                   | A                      | 28         | 1          | CI              | 1               | 0               | UCL+UEL            | 5+4                | 0                  | -           | -           | -           | 38     | 1      |
| 2015-2016              | Olympique Lione        | L1                     | 27         | 2          | CF+CdL          | 2+1             | 0               | UCL                | 5                  | 0                  | SF          | 0           | 0           | 35     | 2      |
| 2016-2017              | Olympique Lione        | L1                     | 25         | 0          | CF+CdL          | 1+0             | 0               | UCL+UEL            | 5+2                | 0                  | SF          | 1           | 0           | 34     | 0      |
| 2017-2018              | Olympique Lione        | L1                     | 2          | 0          | CF+CdL          | 0+1             | 0               | UEL                | 0                  | 0                  | -           | -           | -           | 3      | 0      |
| 2018-2019              | Olympique Lione        | L1                     | 0          | 0          | CF+CdL          | 0               | 0               | UCL                | 0                  | 0                  | -           | -           | -           | 0      | 0      |
| 2019-2020              | Olympique Lione        | L1                     | 0          | 0          | CF+CdL          | 0               | 0               | UCL                | 0                  | 0                  | -           | -           | -           | 0      | 0      |
| Totale Olympique Lione | Totale Olympique Lione | Totale Olympique Lione | 54         | 2          |                 | 5               | 0               |                    | 12                 | 0                  |             | 1           | 0           | 72     | 2      |
| Totale carriera        | Totale carriera        | Totale carriera        | 305        | 7          |                 | 33              | 0               |                    | 35                 | 0                  |             | 2           | 0           | 375    | 7      |

### Cronologia presenze e reti in nazionale
| Cronologia completa delle presenze e delle reti in nazionale ― Francia | Cronologia completa delle presenze e delle reti in nazionale ― Francia | Cronologia completa delle presenze e delle reti in nazionale ― Francia | Cronologia completa delle presenze e delle reti in nazionale ― Francia | Cronologia completa delle presenze e delle reti in nazionale ― Francia | Cronologia completa delle presenze e delle reti in nazionale ― Francia | Cronologia completa delle presenze e delle reti in nazionale ― Francia | Cronologia completa delle presenze e delle reti in nazionale ― Francia |
| Data                                                                   | Città                                                                  | In casa                                                                | Risultato                                                              | Ospiti                                                                 | Competizione                                                           | Reti                                                                   | Note                                                                   |
| ---------------------------------------------------------------------- | ---------------------------------------------------------------------- | ---------------------------------------------------------------------- | ---------------------------------------------------------------------- | ---------------------------------------------------------------------- | ---------------------------------------------------------------------- | ---------------------------------------------------------------------- | ---------------------------------------------------------------------- |
| 15-8-2012                                                              | Le Havre                                                               | Francia                                                                | 0 – 0                                                                  | Uruguay                                                                | Amichevole                                                             | -                                                                      |                                                                        |
| 7-9-2012                                                               | Helsinki                                                               | Finlandia                                                              | 0 – 1                                                                  | Francia                                                                | Qual. Mondiali 2014                                                    | -                                                                      |                                                                        |
| 11-9-2012                                                              | Saint-Denis                                                            | Francia                                                                | 3 – 1                                                                  | Bielorussia                                                            | Qual. Mondiali 2014                                                    | -                                                                      | 71’                                                                    |
| 14-11-2014                                                             | Rennes                                                                 | Francia                                                                | 1 – 1                                                                  | Albania                                                                | Amichevole                                                             | -                                                                      |                                                                        |
| Totale                                                                 |                                                                        | Presenze                                                               | 4                                                                      |                                                                        | Reti                                                                   | 0                                                                      |                                                                        |

## Palmarès

### Club

#### Competizioni nazionali
- Campionato francese: 1

Montpellier: 2011-2012